# Demografía de la Ciudad de México
La Ciudad de México es una de las treinta y dos entidades federativas de México y capital de este país. Durante mucho tiempo fue el principal destino de la migración interna en México, lo cual la colocó durante buena parte del siglo XX como la entidad mexicana más poblada. No obstante su pequeño territorio de 1479 kilómetros cuadrados, en 2010 albergaba una población cercana a nueve millones de personas, superada solo por el estado de México, con el que comparte la Zona Metropolitana de la Ciudad de México.

## Dinámica de la población
Históricamente, el territorio que actualmente ocupa la Ciudad de México ha sido una de las zonas más pobladas del país. Esto se debe, entre otras cosas, a que su ubicación y disponibilidad de recursos naturales propiciaron el asentamiento de grupos humanos. Hacia principios de la época independiente, la mancha urbana de la Ciudad de México se limitaba geográficamente a lo que hoy es la delegación Cuauhtémoc, aunque paulatinamente se fue extendiendo a pueblos más cercanos, como Tacuba, Azcapotzalco, Tacubaya, Villa de Guadalupe y otros.
A principios del siglo XX, durante la última etapa del gobierno de Porfirio Díaz, las élites de la Ciudad de México comenzaron una migración hacia el sur y el poniente. Pronto, pueblos como Mixcoac o San Ángel fueron convertidos en sitios de recreo o descanso por los miembros de las clases altas de la ciudad. La tendencia de las clases adineradas a trasladar su residencia al norponiente, poniente y sur de la ciudad se reforzó a lo largo de todo el siglo XX, con la creación de la colonia Roma, Condesa, Del Valle, posteriormente Polanco y finalmente Lomas de Chapultepec, Satélite, Santa Fe e Interlomas. De esta suerte, el oriente de la ciudad se fue convirtiendo en la zona de las colonias populares y marginadas como Cd. Nezahualcóyotl, Pantitlán, Chalco, Chimalhuacán, Ecatepec, etc.
|-
|}

## Zona metropolitana del Valle de México

Mapa de la zona urbana de la Ciudad de México, que se extiende por varios municipios del Estado de México, Hidalgo y las demarcaciones territoriales de la Ciudad de México.

Como la consecuencia del crecimiento demográfico de la Ciudad de México, en la década de 1970 los municipios mexiquenses aledaños al Distrito Federal quedaron conurbados a la zona urbana. Los primeros en pasar a formar parte de esta amplia aglomeración urbana que en la actualidad ocupa unos dos mil quinientos kilómetros cuadrados en el valle de México, fueron Naucalpan y Tlalnepantla, colindantes con el norte de la Ciudad de México. Su integración en la zona metropolitana está relacionada con su condición de zonas industriales, hecho que atrajo a buena parte de los migrantes que llegaron al valle de México por aquella época.
Hasta hace no mucho tiempo, no existía un criterio para la delimitación de la zona metropolitana. Sin embargo, en 1990 se definió que la Zona metropolitana del Valle de México (ZMVM) abarcaba las dieciséis demarcaciones de la Ciudad de México más treinta y ocho municipios del Estado de México. En la más reciente definición de la ZMVM, aparecen integradas a ella cincuenta y nueve municipios mexiquenses, uno hidalguense y la Ciudad de México en su totalidad. Se ha llegado a hablar de una megalópolis que abarca las zonas metropolitanas de Toluca, Puebla, Pachuca, Cuernavaca y Tlaxcala, vinculadas íntimamente con la Ciudad de México por cuestión de su posición geográfica y sus relaciones económicas, políticas y sociales.

## Grupos étnicos
Por su importancia en la vida nacional, la Ciudad de México fue durante mucho tiempo uno de los destinos principales de los migrantes de origen nacional y extranjero. Esto ha convertido a la entidad en un ámbito étnico muy diverso.
A pesar de que en números relativos la población indígena no representa más allá del uno por ciento del total de la población capitalina, la Ciudad de México es el ámbito de población amerindia más amplio de México y de América. El mayor de los grupos étnicos que habitan en la Ciudad de México es el de los nahuas. Se concentran sobre todo en los pueblos originarios de Milpa Alta, Xochimilco, Tláhuac y Tlalpan; pero también incluyen inmigrantes de ese origen étnico nativos de estados como Guerrero, Puebla, Veracruz, México y Morelos.
El resto de grupos indígenas que habitan en la Ciudad de México son migrantes de origen, aunque algunos de ellos son miembros de segunda o tercera generación, estos generalmente se han dedicado al comercio semifijo y ambulante en los principales paraderos de autobuses. Las comunidades indígenas migrantes más amplias de la Ciudad de México son los mixtecos, otomíes, zapotecos y mazahuas. Suele ocurrir que los migrantes han asimilado la cultura cosmopolita predominante de la capital. La mayor parte de los indígenas que viven en la Ciudad de México han abandonado el uso de su lengua vernácula, que reservan sólo en ciertos ámbitos de la vida doméstica. A pesar de ello, muchos grupos conservan ciertas instituciones tradicionales de sus lugares de origen, con los que no cortan los vínculos con su sola llegada a la ciudad. Por el contrario, las organizaciones indígenas de la Ciudad de México cooperan para el mejoramiento de las comunidades de origen. Los casos más conocidos de este tipo de organizaciones son las de los triquis, y las de los zapotecos, ambos, grupos de origen oaxaqueño.

Producto de la inmigración de origen internacional, la Ciudad de México también alberga la mayor parte de los extranjeros que radican en México. Las comunidades más amplias son la española, la argentina, la estadounidense, la colombiana, la francesa, la alemana y la libanesa.

## Lenguas
Como en todo México, el idioma dominante en la Ciudad de México es el español. Este es hablado por la inmensa mayoría de los habitantes de la capital. La gran diversidad étnica en el Ciudad de México deriva en una gran diversidad lingüística. Prácticamente todas las lenguas indígenas de México son habladas en la Ciudad de México, sin embargo, las mayoritarias son el náhuatl, el otomí, el mixteco, el zapoteco y el idioma mazahua. Como producto de la inmigración, a Ciudad de México han llegado hablantes de otras lenguas indígenas de América, como los ecuatorianos que hablan quechua [cita requerida]. Como segunda lengua, es casi seguro que el inglés sea la más extendida.

## Religiones
Como en el resto de México, la mayor parte de los capitalinos profesa la religión católica. Por lo menos han sido bautizados como tales, aunque a efectos de la pregunta expresa de cuál es la religión que practican, muchos suelen decir que son creyentes, esto significa que se consideran adeptos al catolicismo, pero no son practicantes regulares. La población que profesa el catolicismo se ha reducido en números relativos. Mientras que hacia la década de 1960, más del 90 % de la población de la Ciudad de México profesaba esta religión, al inicio del siglo XXI, la proporción es de apenas 80 %. La tendencia indica que cada diez años, el número de católicos disminuye en 2 % con respecto al total de la población.
A costa de esa población, se han incrementado las comunidades de personas que no profesan ninguna religión (que en términos relativos constituye el segundo grupo más numeroso después de los católicos cuando se ha indagado la fe que profesan los capitalinos), y las religiones evangélicas. De ellas, el primer lugar hasta el censo de 1990 correspondió a la Iglesia de La Luz del Mundo, pero a partir del censo del año 2000, ese sitio fue ocupado por los Testigos de Jehová. Asimismo, las denominaciones pentecostales tienen amplia difusión, sobre todo en las regiones marginadas del oriente de la Ciudad de México (Tláhuac e Iztapalapa).
La Ciudad de México alberga uno de los santuarios marianos más importantes del mundo, y quizá el más visitado en América Latina. Este es el Santuario de Nuestra Señora de Guadalupe, localizado en la delegación Gustavo A. Madero. La Villita, como popularmente se conoce a este santuario, es el destino de numerosas peregrinaciones procedentes de todas las regiones de la República. Recibe hasta tres millones de visitantes el 12 de diciembre, en que se conmemora el aniversario de las apariciones de la Virgen a Juan Diego Cuauhtlatoatzin. El segundo santuario en importancia en la Ciudad de México es el de San Judas Tadeo, a quien los capitalinos veneran como patrono de las causas difíciles y del trabajo.
En paralelo a estos cultos católicos, han florecido en la capital mexicana otros menos ortodoxos, que recogen tradiciones populares no reconocidas como válidas por la Iglesia Católica. Entre ellos está el culto a la Santa Muerte, que tiene su centro en la zona de Tepito y La Merced. Otra creencia muy extendida es la brujería y santería, que incorpora elementos de las religiosidades populares Afro-antillanas y las mezcla con elementos orientales y autóctonos de Mesoamérica.

## Indicadores educativos
La Ciudad de México es la entidad federativa con el mayor grado de alfabetización. De los más de siete millones de personas que viven en la ciudad y están en edad de asistir a la escuela o de haber concluido la instrucción primaria, el 94,83 % sabe leer y escribir. La media nacional es de 88,69 %. En lo que respecta al grado de escolaridad, El promedio ronda los once años de instrucción. La Ciudad de México concentra una alta proporción de personas que han concluido una formación universitaria, o de posgrado.

## Índice de desarrollo humano
La Ciudad de México también es la entidad federativa que posee el índice de desarrollo humano (IDH) más elevado en México. Su coeficiente es de 0.8830, por encima del 0.7937 promediado por la república en su conjunto convirtiendo a la Ciudad de México como la más poderosa del país. El IDH se obtiene mediante el análisis de la disponibilidad de servicios de salud, niveles educativos e ingreso de una población. En el caso de la Ciudad de México, el mejor indicador correspondió al ingreso, en el que obtuvo un 0.9018. En educación, el puntaje fue de 0.8997, mientras que en salud, el más reducido, fue de 0.8476. En la Ciudad de México se localizan cinco de los diez demarcaciones (delegaciones políticas en este caso, y municipios para los estados)con mayor IDH en la República Mexicana. Estos fueron, en 2004, Benito Juárez, Miguel Hidalgo, Tlalpan, Coyoacán y Cuajimalpa de Morelos.